# Alchemilla fageti
Alchemilla fageti är en rosväxtart som beskrevs av S. E. Fröhner. Alchemilla fageti ingår i släktet daggkåpor, och familjen rosväxter. Inga underarter finns listade i Catalogue of Life.